# Taktaharkány, Borsod-Abaúj-Zemplén
Taktaharkány este un sat în districtul Szerencs, județul Borsod-Abaúj-Zemplén, Ungaria, având o populație de 3.804 locuitori (2011). 

## Demografie
Componența etnică a satului Taktaharkány
     Maghiari (84,44%)
     Romi (15,33%)
     Alții (0,24%)
Componența confesională a satului Taktaharkány
     Romano-catolici (37,17%)
     Reformați (22,69%)
     Fără religie (4,55%)
     Greco-catolici (1,6%)
     Necunoscută (33,73%)
     Alte religii (1,16%)
Conform recensământului din 2011, satul Taktaharkány avea 3.804 locuitori. Din punct de vedere etnic, majoritatea locuitorilor (84,44%) erau maghiari, cu o minoritate de romi (15,33%). Nu există o religie majoritară, locuitorii fiind romano-catolici (37,17%), reformați (22,69%), persoane fără religie (4,55%) și greco-catolici (1,6%). Pentru 33,73% din locuitori nu este cunoscută apartenența confesională.